# Nematopoa longipes
Nematopoa longipes là một loài thực vật có hoa trong họ Hòa thảo. Loài này được (Stapf & C.E.Hubb.) C.E.Hubb. mô tả khoa học đầu tiên năm 1957.